# Cryptocheiridium australicum
Espèce
Cryptocheiridium australicum est une espèce de pseudoscorpions de la famille des Cheiridiidae.

## Distribution
Cette espèce est endémique du Goldfields-Esperance en Australie-Occidentale. Elle se rencontre dans la grotte Murra-El-Elevyn Cave dans la plaine de Nullarbor.

## Description
Le mâle holotype mesure 0,92 mm.

## Étymologie
Son nom d'espèce lui a été donné en référence au lieu de sa découverte, l'Australie.

## Publication originale
- Beier, 1969 : Neue Pseudoskorpione aus Australien. Annalen des Naturhistorischen Museums in Wien, vol. 73, p. 171-187 (texte intégral).